# 坂東昌子
坂東 昌子（ばんどう まさこ、1937年（昭和12年） -  ）は、日本の物理学者。専門は、素粒子論・非線形物理。NPO法人知的人材ネットワーク・あいんしゅたいん理事長、京都大学基礎物理学研究所協力研究員、愛知大学名誉教授。理学博士。

## 概要
京都大学・湯川秀樹研究室の出身。専門は素粒子論・非線形物理であるが、環境問題や科学教育、放射線リスクなど幅広く研究を進めている。
女性研究者や若手研究者の支援にも積極的に取り組み、2007年には日本物理学会で2人目の女性会長に就任。会長退任後も、日本物理学会にキャリア支援センターを設立して、初代センター長をつとめた。愛知大学を定年退職したのちはNPO法人を立ち上げ、女性研究者の地位向上、ポストドクター問題の改善、研究者間の更なる連携を目指して活動をおこなっている。

## 人物
旧姓は中山。京都大学では素粒子論を専攻し、湯川秀樹の研究室において、江夏弘の指導を受ける。
大学院博士課程進学と同時に、小学校からの同級生で原子核専攻の院生であった坂東弘治（1937-1990、のちに福井大学工学部教授・東京大学原子核研究所教授を歴任）と結婚。翌年、長女が誕生。他の女子院生らと協力して、坂東の自宅を開放しての共同保育所を開設し、女性研究者の環境改善に取り組む。その結果、坂東宅の保育所を発展させて京都大学内に保育所（現在の朱い実保育園）が設置されることとなった。
1965年に博士課程を修了、京都大学の助手に採用（同時に夫も助手となるが、1971年10月より福井大学へ転出）。のち講師となる。1985年から1年間、カナダのマックマスター大学に客員研究員として夫とともに滞在。
1987年、愛知大学教養部の教授となる。愛知大学では情報処理センター（2004年から情報メディアセンター）所長、教養部長、理事などを歴任。1998年に教養部が解体された際には、法学部に配置換えとなる。
所属する日本物理学会では2002年から理事を務め、男女共同参画推進委員会委員長、副会長を経て、2006年からは会長となる。女性としては米沢富美子に次いで2人目の就任である。このほか、2003年には自然科学系の32団体で作られる男女共同参画学協会連絡会の委員長にも就任している。
2008年、定年を迎え愛知大学を退職。名誉教授となる。翌年、NPO法人「知的人材ネットワーク・あいんしゅたいん」を設立。理事長に就任する（副理事長に青山秀明・家富洋）。2011年にはNPO法人に「基礎科学研究所」を附置し、所長併任（副所長に松田卓也）。
愛知大学在職中にも週の半分は京都大学に通っていたが、退職後は京都大学基礎物理学研究所や大阪大学核物理研究センターに所属し、引き続き研究を続けている。

## 略歴
- 1937年 - 大阪府に生まれる[1]。
- 1956年 - 大阪府立大手前高等学校卒業[3]。
- 1960年3月 - 京都大学理学部物理学科卒業[2]。
- 1962年3月 - 京都大学大学院理学研究科修士課程修了。理学修士。
- 1965年3月 - 京都大学大学院理学研究科博士課程修了[2]。理学博士。
- 1965年4月 - 京都大学大学院理学研究科助手。のち講師に。
- 1967年11月 - 京都大学　理学博士　論文の題は「The unitarity condition and high energy scattering (ユニタリティの条件と高エネルギー散乱) 」[4]。
- 1987年4月 - 愛知大学教養部教授[2]。
- 1989年4月 - 愛知大学名古屋情報処理センター所長（- 1990年9月）。
- 1991年10月 - 愛知大学理事・教養部長[2]（- 1993年3月）。
- 1998年4月 - 愛知大学法学部教授。
- 2002年9月 - 日本物理学会理事（- 2004年8月）。
- 2002年10月 - 愛知大学名古屋情報処理センター所長（- 2004年9月）。
- 2003年10月 - 男女共同参画学協会連絡会委員長（- 2004年10月）。
- 2004年10月 - 愛知大学名古屋情報メディアセンター所長（- 2006年9月）。
- 2005年9月 - 日本物理学会副会長（- 2006年8月）。
- 2006年9月 - 日本物理学会会長（- 2007年8月）。
- 2007年9月 - 日本物理学会キャリア支援センター長（- 2008年9月）。
- 2008年4月 - 愛知大学名誉教授[2]。
- 2009年2月 - NPO法人知的人材ネットワーク・あいんしゅたいん理事長。

## 所属学会
- 日本物理学会
- 日本応用数理学会
- 日本科学教育学会

## 受賞歴
- 2010年 - 第10回素粒子メダル功労賞[5]
- 2013年 - 第18回日本女性科学者の会功労賞
- 2014年 - 第2回湯浅年子賞金賞[6]

## 著書

### 単著
- 『物理と対称性 クォークから進化まで』（1996年／丸善）

### 編著
- （新山陽子、野口美智子）『女性と学問と生活 婦人研究者のライフサイクル』（1981年／勁草書房）
- （功刀由紀子）『性差の科学』（1997年／ドメス出版）
- （功刀由紀子、中西健一、本山敦）『生命のフィロソフィー』（2003年／世界思想社）

### 共著
- （東海高等教育研究所〔編〕）『大学再生の条件 大学教育に新しい風を』（1991年／大月書店）
- （宇野賀津子）『理系の女の生き方ガイド 女性研究者に学ぶ自己実現法』（2000年／講談社）
- （大槻義彦〔編〕）『現代物理最前線 5』（2001年／共立出版）
- （日本物理学会キャリア支援センター〔編〕）『ポストドクター問題 科学技術人材のキャリア形成と展望』（2009年／世界思想社）